# Martin Šulek
Martin Šulek (15. srpna 1926 – ???) byl slovenský a československý politik Komunistické strany Slovenska a poúnorový poslanec Národního shromáždění ČSSR a Sněmovny lidu Federálního shromáždění.

## Biografie
Ve volbách roku 1964 byl zvolen za KSS do Národního shromáždění ČSSR za Středoslovenský kraj. V Národním shromáždění zasedal až do konce volebního období parlamentu v roce 1968.
K roku 1968 se profesně uvádí jako vedoucí tajemník Okresního výboru KSS z obvodu Rimavská Sobota. V letech 1961-1971 se zmiňuje coby účastník zasedání a člen Ústředního výboru Komunistické strany Slovenska.
Po federalizaci Československa usedl roku 1969 do Sněmovny lidu Federálního shromáždění (volební obvod Rimavská Sobota). Ve Federálním shromáždění setrval do konce volebního období parlamentu, tedy do voleb roku 1971.